# Blame It on the Disco
Blame It on the Disco är en sång inspelad och framförd av den svenska popgruppen Alcazar. Sången är skriven och komponerad av Fredrik Kempe, David Kreuger och Hamed "K-One” Pirouzpanah.

## Melodifestivalen 2014
Blame It on the Disco deltog som tävlande bidrag i Melodifestivalen 2014. Bidraget tog sig vidare från den fjärde semifinalen direkt till finalen i Friends Arena den 8 mars 2014.
Inför finalen publicerade Alcazar ett flertal korta videoklipp på sina officiella Youtube- och Facebookkonton där kända svenskar i olika situationer skyllde sina iscensatta handlingar på discomusiken, i linje med sångens text. Bland de medverkande kan nämnas Malena Ernman, Tommy Körberg, Peter Jöback, Lena Philipsson, Jonas Gardell och Petra Mede.  
Efter omröstningen i finalen slutade bidraget på tredje plats. 
Blame It on the Disco släpptes till försäljning i mars 2014 och nådde som bäst plats 10 på den svenska försäljningslistan. 

## Listplaceringar
| Lista (2014) | Topplacering |
| ------------ | ------------ |
| Sverige      | 10           |